# Epiplema oliviaria
Epiplema oliviaria är en fjärilsart som beskrevs av Walker 1861. Epiplema oliviaria ingår i släktet Epiplema och familjen Uraniidae. Inga underarter finns listade i Catalogue of Life.